# 夢妮妲
夢妮妲（英語：Dreamonita），本名梁富麗，一名身心靈諮詢師，曾參與電視及電台節目，擔任嘉賓主持及節目嘉賓。

## 簡介
夢妮妲是叱咤903身心靈節目《Mali Mali Home》的嘉賓主持，亦為一名身心靈成長學習修行者，主要研究解夢、測字、直覺塔羅、潛意識解讀、頌缽靜心及動物傳心等身心靈療癒工具。
夢妮妲曾於電視及電台節目中為嘉賓解夢及測字，包括ViuTV《晚吹- 總有一瓣喺左近》、《晚吹－就係唔科學》，叱咤903《AiShiTeRu》及 BigBigAir《夢到夢妮妲》，亦曾為《都市日報》、《雅虎香港》、《JOOX》等報章及網站撰寫專欄，個人著作則分別有《發你個夢》及《發你第二個夢》。她曾與頌缽療癒師曾文通合作推出頌缽音樂創作系列《聲音原本》。

## 外部連結
- 夢妮妲的Facebook專頁
- 夢妮妲的Instagram帳戶
- YouTube上的夢妮妲頻道
- 《夢到夢妮妲》Big Big Air 好大個網 節目重溫